# محمد التويجري
محمد التويجري (مواليد يونيو 1951-)، محامي ومحكم تجاري كويتي. 

## حياته
حصل على البكالوريوس عام 1976 من جامعة الكويت في إدارة الأعمال، ثم اكمل الدراسات العليا في الولايات المتحدة الأمريكية وحصل على الماجستير في الإدارة العامة من جامعة جنوب كاليفورنيا عام 1983، عمل في القطاع النفطي وتدرج حتى شغل منصب مدير إدارة العلاقات العمالية (منازعات العمل).
ثم أبتعث لدراسة القانون في جامعة القاهرة وعنـد تخرجه وحصـوله على ليسانس الحقوق تدرب لمـدة عاميـن بمكتب الأستاذ الدكتور/ فتحي والي أحد أهم فقهاء قانون المرافعات والتنفيـذ والتحكيم في العالم العربي والشرق الأوسط ثم عاد للعمل كمستشار قانونى في الإدارة القانونية حيث أعد وشارك ونقح العقود الخاصة بأعمال البترول بمختلف أنواعها وقد اكسبه ذلك العمل بعدا قانونيا دوليا نتيجة لتشعب أعمال الشركات النفطيه محليا ودوليا.

## عن المحاماة
اتجه للقطاع الخاص حيث اسس مجموعة التويجرى للمحاماة والاستشارات القانونية بدولة الكويت منذ فترة تقارب العقدين وادار المجموعة القانونية بخبرته الإدارية لذلك كان من اليسير على المجموعة ان تحصل على شهادة إدارة الجودة (الايزو) كأول مكتب في الكويت وأحد خمس مكاتب في الشرق الأوسط تحصل على تلك الشهادة في ذلك الوقت، كما توسع بإنشاء فروع للمجموعة في (مملكة البحرين، جمهورية مصر العربية، المملكة العربية السعودية).

### مجال التخصص
1. المنازعات القضائية (تجاريه، مدنيه، إداريه، جنائيه).
2. التحكيم، حلول المنازعات البديلة.
3. قضايا النفط والغاز.
4. إعداد ومراجعة العقود.

### الخبرات
1. يقدم المساعدة للموكلين فيما يتعلق بقضايا التحكيم المحلية والدولية. وله تعاون مع نطاق واسع من هيئات التحكيم بما فيها غرفة التجارة الدولية ومركز التحكيم التجاري لدول مجلس التعاون الخليجي و مركز دبي للتحكيم الدولي و مركز الكويت للتحكيم التجاري وهو متخصص في صياغة شروط ومشارطات التحكيم المناسبة وتمثيل الموكلين أمام هيئات التحكيم أو كعضو في هيئات التحكيم وكذلك التعامل في الدعاوى القضائية الخاصة بتنفيذ أحكام المحكمين وكذلك التصدي لاحكام المحكمين وإبطالها.
2. يتعامل مع مختلف أنواع المطالبات والنزاعات الخاصة بالعقود والنزاعات التي تكون الجهات العامة طرفا فيها وكذلك تمثيل العملاء أمام الجهات العامة وخبرة بالمعايير والإجراءات القانونية المتعلقة بكيفية التعامل مع الهيئات ذات العلاقة.
3. العمل مع الأفراد والشركات في قطاع النفط والغاز محليا وتمثيل الموكلين في مناقصات النفط والغاز والمشروعات المشتركة والاتحادات (Consortium- الكونسورتيوم) والداخلين كأطراف في عقود التسويق والتوزيع.
4. خبرة في إدارة الصفقات التجارية والتي تشمل إجراء عمليات التفاوض وصياغة مستندات العقود واعداد العقود واتفاقيات الخدمات الرئيسية واتفاقيات المشاريع المشتركة.
5. التمرس في المنازعات القضائية ومن رواد المرافعة الشفويه بدولة الكويت ومن رجال القانون المشهود لهم محليا وإقليميا في المنازعات التجارية والمدنية والجنائية.
6. اعداد دراسات مكثفه والتصدى لمنازعات خاصه بقوانين الاستثمـار والـ (B.O.T) والانظمه المشابهة والأوفسـت والضـرائب وسوق الأوراق المالية.

### أهم الندوات والدورات المتخصصة
1. تنـميـة المهـارات الإداريـة	- أثينا
2. تطوير مفاهيم الأجور والمزايا	- أثينا
3. الرقابة الناجحة			 - أثينا
4. استراتيجيات المشورة والتدريب	- أثينا
5. تنمية المهارات التفاوضية	- أثينا
6. مهارات التفاوض		- الولايات المتحدة
7. فن التدريب			- الولايات المتحدة
8. دورات وندوات عديدة فـي مجال التحكيم	- دول مختلفة
9. محاضر في ندوات ومؤتمرات عديدة في جوانب قانونية مختلفة ومنها التحكيم	- دول مختلفة

## مؤلفات قانونية
1. قانون العمل والعمال بدولة الكويت ودول مجلس التعاون وجمهوريـة مصر العربية (دراسة مقارنة)
2. الجامع لأحكام المرافعات المدنيـة والتجاريـة فـي القانـون الكويتي وقوانين دول مجلس التعاون وجمهورية مصر العربية (دراسة مقارنة) (الجزء الأول والثاني)
3. قانون العمل الجديد (6/2010) لدولة الكويت

### مؤلفات أخرى
1. دليل إدارة الثروات وتأسيس العهد في المراكز المالية الدولية المسماة بالأوفشور
2. من أروقة المحاكم (ملخص لقضايا جنائية لبيان كيفية إعداد الدفاع فيها)
3. تعليق على قانون الضرائب الجديد
4. الاستثمار الأجنبى ودوره في تغيير الاستثمار في دولة الكويت
5. دليل موجز لأقطار الوطن العربي (اقتصادي/قانوني)

## دراسات قانونية
1. برنامج العمليات المقابلة (الأوفست)
2. خيارات التعامل مع الشركات المتعثرة.
3. قراءة في تعديل بعض شروط الإدراج في البورصة.
4. قراءة في مشروع هيئة سوق المال.
5. مهنة مراقبي الحسابات بين الموجود والمنشود.
6. التعليق على قانون المطبوعات والنشر (3/2006).

## العضوية في الهيئات العلمية
1. محام مجاز امام محكمة التمييز والمحكمة الدستورية العليا
2. المبادرة لإنشاء التجمع القانوني الدولي (Lex Cosmo)  والذي يضم نخبه المكاتب القانونية في دول العالم المختلفة ويضم في الوقت الحاضر (60) عضوا.
3. محكم معتمد لدى مركز الكويت للتحكيم التجاري.
4. محكم معتمد لدى مركز التحكيم التجاري لدول مجلس التعاون الخليجي.
5. عضو جمعية المحامين الأمريكية (A.B.A)
6. عضو اتحاد المحامين الدولي (I.B.A)
7. عضو جمعية اتحاد المحامين العرب
8. عضو جمعية المحامين الكويتية
9. إجازة المحاماة بمملكة البحرين
10. عضو في اتحادات وغرف تجارية دولية عديدة